# Peștișani (gmina)
Peștișani – gmina w Rumunii, w okręgu Gorj. Obejmuje miejscowości Boroșteni, Brădiceni, Frâncești, 
Gureni, Hobița, Peștișani i Seuca. W 2011 roku liczyła 3732 mieszkańców.